# 沼田警察署
沼田警察署（ぬまたけいさつしょ）は、群馬県警察が管轄する警察署の一つである。

## 所在地
- 群馬県沼田市上原町1738-1

現在の沼田利根医師会地域医療センター所在地より、移転した。

## 管轄区域
- 群馬県沼田市、利根郡片品村、川場村、昭和村、みなかみ町

## 組織
- 警務課 - 警務係、警察安全相談係、犯罪被害者支援係
- 会計課 - 会計係
- 生活安全課 - 生活安全係
- 地域課 - 地域係
- 刑事課 - 総務係、刑事係、鑑識係
- 交通課 - 交通係
- 警備課 - 警備係

## 交番

### 沼田市
- 倉内交番（沼田市東倉内町210）
- 駅前交番（沼田市清水町4238番地1）

### みなかみ町
- 水上交番（利根郡みなかみ町湯原1681-1）
- 新治交番（利根郡みなかみ町布施119-1）
- 月夜野交番（利根郡みなかみ町月夜野334）

## 駐在所

### 沼田市
- 発知新田駐在所（沼田市下発知町919-1）
- 白沢駐在所（沼田市白沢町高平26-4）
- 日影南郷駐在所（沼田市利根町日影南郷85-4）
- 追貝駐在所（沼田市利根町追貝1005-1）

### みなかみ町
- 藤原駐在所（利根郡みなかみ町藤原2191）

### 片品村
- 尾瀬駐在所（利根郡片品村大字鎌田3866-1）

### 川場村
- 川場駐在所（利根郡川場村大字川場湯原2707-9）

### 昭和村
- 昭和駐在所（利根郡昭和村大字森下41-2）